# یوسف کردنژاد
یوسف کردنژاد (به کُردی سورانی: یووسف کوردنه‌ژاد؛ آذر ۱۳۰۱ – مهر ۱۳۷۴ هجری خورشیدی، برابر با ۱۹۲۲ – ۱۹۹۵ میلادی) شاعر کردزبان متخلص به «کورد» (= کُرد) بود که به زبان‌های کُردی سورانی، فارسی، و ترکی آذربایجانی شعر می‌سرود. او فرزند میرزا درویش کردنژاد (به کُردی: میرزا دەروێش کوردنه‌ژاد) از خانوادهٔ مذهبی و معروف و قدیمی شهر ارومیه بودند. مادر او «استرم خانم» دختر «خیرالله‌بیگ نایبین» بود. دکتر کردنژاد مسلمان و از مذهب اهل سنت (شافعی) بود.

## اوایل زندگی و تحصیلات
یوسف کردنژاد در محلهٔ خیام جنوبی در شهر ارومیه به دنیا آمد. تحصیلات مقدماتی را با دروس دینی و قرائت قرآن نزد پدر و سپس نزد خداداد افندی آموخت. دورهٔ ابتدایی و متوسطه را در زادگاه خود به اتمام رساند و سپس وارد دانشسرای مقدماتی شد. او دیپلم ادبی را در ارومیه گرفت. دیپلم زبان فرانسه را نیز دریافت کرد. او همچنین مدرک کارشناسی خود را از دانشگاه تربیت معلم تبریز دریافت داشت. سپس، در ادامهٔ تحصیل، دورهٔ دکتری زبان و ادبیات فارسی را در دانشگاه تهران به پایان رساند. بعدها کارشناسی حقوق را نیز از دانشگاه تهران گرفت. کردنژاد در کانون وکلای ایران دورهٔ کارآموزی را برای دریافت جواز وکالت نزد آقای اعتصام گذراند. درواقع، هدف اصلی او از تحصیل در رشتهٔ حقوق، پرداختن به شغل وکالت در جهت دفاع از حقوق مردم بود.

## زبان‌ها
دکتر یوسف کردنژاد، افزون بر تسلط بر زبان مادری و برخی گویش‌های کردی، زبان‌های فارسی، ترکی آذربایجانی، عربی، و فرانسوی را نیز به‌خوبی می‌دانست. او به‌ویژه بر زبان فارسی تسلط داشت.

## زندگی حرفه‌ای
دکتر کردنژاد دبیر دستور زبان و ادبیات فارسی بود و مدتی نیز ریاست دانشسرای مقدماتی معلمین در ارومیه و نیز مدیریت دبیرستان و ریاست دانشگاه تربیت معلم آن شهر را بر عهده داشت. همچنین، در حشمتیهٔ تهران مدتی در دانشسرای معلمین دختران تدریس می‌کرد. او بعدها وکیل پایه‌یک دادگستری شد و ایامی با ابراهیم سپهر، از مؤسسان عدلیهٔ ارومیه، دفتر وکالت مشترکی را در آن شهر دایر کردند. در این شغل، او به‌عنوان یک وکیل باجرئت و منصف و حق‌جو و حق‌گو زبانزد عام و خاص گشت. برای مثال، روزی پسر یکی از رفقای ثروتمندش که مرتکب خلافی شده بود، بی‌محابا وارد دفتر وی شد و از او خواست وکالتش را بر عهده بگیرد، اما پس از آنکه او حقیقت را جویا شد و فهمید که آن پسر به خانواده‌ای فقیر ظلم کرده، او را مؤاخذه کرد و بیرون راند و، در مقابل، مستقیماً و بدون دریافت هیچ هزینه‌ای، وکیل خانوادهٔ مظلوم شد. همچنین، او به‌عنوان یک وکیل غیور، وکالت اعضای احزاب کُرد را بدون دریافت پول می‌پذیرفت. به‌طورکلی، او ۲۵ سال از زندگی خود را صرف تدریس و خدمت اداری در عرصهٔ فرهنگ کرد و جمعاً بیش از ۲۵ سال به شغل وکالت پرداخت. در نگاه وی شغل معلمی شغلی مقدس و پراهمیت بود. در این رابطه، او در سال ۱۳۴۴ مقاله‌ای با عنوان «معلم و تأثیر او در جامعه» در سالنامهٔ ادارهٔ فرهنگ استان آذربایجان غربی نوشت. کردنژاد در وصف معلم اینچنین سروده است:
| اگر گویند «مَن رَبُّک» معلم را اشارت کن   |  | کز او پرورده شد جان‌ها، ثناها باد بر جانش |
| جهان را گر نکو خواهی معلم را نکویی کن |  | به دست مِهر برگیرش، به چشم لطف بنشانش     |

## فعالیت‌های اجتماعی
در عرصهٔ اجتماعی او رئیس هیئت امنای مسجد امام شافعی (سنی‌ها) در ارومیه بود. همچنین، در مراسم مذهبی علی‌اللهی شرکت می‌کرد. او به دانش‌آموزان و دانشجویان کمک‌های فراوان می‌کرد و مدام زمینهٔ رشد آنان را فراهم می‌نمود. حتی زمانی که منزل وی در تهران بود، دانشجویانی که فاقد مکان بودند در منزل وی اقامت می‌گزیدند و ادامهٔ تحصیل می‌دادند.

## فعالیت سیاسی
او، در زمینهٔ سیاسی، در ایام جوانی، یعنی در دورهٔ دانشجویی، چند ماه عضو حزب سومکا (حزب نهضت ملی) شد. همچنین، در دوره‌ای عضو جمعیت احیای کردستان (ژ-ک) بود و بعدها به حزب دموکرات کردستان (حدک) گرایش یافت. در کل، عضویت حزبی او کوتاه بود. او ترجیح می‌داد که به‌عنوان یک شخصیت مستقل با همهٔ احزاب رابطهٔ خوبی برقرار کند؛ از این جهت، همهٔ احزاب و شخصیت‌های کُرد در همهٔ پارچه‌های کردستان با او ارتباط حسنه داشتند. همچنین، گاهی در محافل بارزانی‌ها در کرج شرکت داشت. در سال ۱۹۶۳/۱۳۴۲ در دورهٔ نخست‌وزیری علی امینی، زمانی که ایالات متحدهٔ آمریکا از ایران درخواست که «انتخابات آزاد» انجام شود، در ارومیه نامزد پارلمان بود، اما نامزدی وی به دلایل سیاسی لغو شد. سپس، در سال ۱۹۷۳/۱۳۵۲ استانداری فارس را، که از سوی دفتر محمدرضا پهلوی به وی پیشنهاد شد رد کرد. بعدها از سوی ساواک تحت فشار قرار گرفت، تا جایی که پسرش ایرج به دست ساواک کشته شد. او بر سنگ مزار پسرش نوشت:
| ایرج کردنژاد آنکه وی اندر دل خاک   |  | اینچنین حجله‌ای از بهر خود آراسته است    |
| رفت از جمع جوانان چو هَزار از گلزار |  | قهر کرد از خود و شد آنچه خدا خواسته است |
| نُهم دی‌مهِ پنجاه از این داغ جگر      |  | دود از سینهٔ هر دوست به پا خاسته است     |

## دوستان
از میان استادان زبان و ادبیات فارسی و شاعران و نویسندگان، برخی از دوستان وی عبارت بودند از: سید حسن سادات ناصری، مهرداد اوستا، حاج رحمان آقای علیار ایلخانی‌زاده، شیخ‌الاسلام کردستانی، ابراهیم سپهر، هاشم شیرازی، ملا صالح رحیمی نقده، ملا صالح سعیدی، احسان نوری‌پاشا، سید عبدالله افندی گیلانی‌زاده، سید عزیز شمزینی، رحیم‌خان شیرزاد فیض‌الله‌بیگی، مهندس آریا، محمود مردوخ، علی خسروی مهابادی، هاشم خلیل‌زاده (سهیلی)، مصطفی اسحاقی، یوسف توحیدی، کمال صدر قاضی، دوزدوزانی (شاعر)، ملا خالد دربندی، محمد بانه‌ای، سید احمد سعیدی، حسن انزلی، سید محمد صمدی، حیرت سجادی، احمد قاضی، و بسیاری دیگر.

## آثار
او عمدتاً دستور زبان فارسی تدریس می‌کرد و در آن زمان درس‌های کلاسی‌اش به قلم بانویی به نام «منیژه» در چارچوب کتابی تحریر شد. در زمینهٔ ادبیات کردی، فارسی، و آذربایجانی شعرهای فراوانی را در قالب غزل، قصیده، و رباعی سرود که تعداد زیادی از آن‌ها به صورت دست‌نوشته موجود است و بخشی از آن‌ها در چارچوب دیوان اشعار توسط احمد بحری تدوین شده است. معروف‌ترین اشعار فارسی وی عبارتند از: شبی در خانقاه، یا هو، به یمن لیلةالقدر، ولای دوست، جانانه مردن، دَم غنیمت است، اندوه تو، نفس پلید، فرهاد دگر، در سوگ سواره ایلخانی‌زاده و زبان حال آوارگان کُرد عراق. همچنین، اشعار آذربایجانی وی عبارت‌اند از: آند اولسون آنایا، آقشاملار، معلم و بو گئجه. گفتنی است که محمدحسین شهریار یکی از اشعار آذربایجانی وی تحت عنوان «آنا» را ستوده بود. در هنگام درگذشت کردنژاد، دفتر اشعارش در بیمارستان گم شد! قابل ذکر است که اشعار وی از سوی چند شاعر به کُردی ترجمه شده است. او به خط نستعلیق مسلط بود و به خوش‌نویسی معروف بود. همچنین، به گفتهٔ هم‌دوره‌های روی، او به‌عنوان قاری قرآن صدای زیبایی داشت.

## درگذشت
یوسف کردنژاد عاقبت در ۱۲ مهرماه ۱۳۷۴ بر اثر بیماری سرطان معده در بیمارستان آراد تهران چشم از جهان فروبست. در آن زمان مجلس شورای اسلامی هواپیمایی ویژه برای کردها در تهران تدارک دید و جنازهٔ وی از تهران به ارومیه منتقل گشت و سپس در جوار نیاکانش در روستای نیبین ارومیه به خاک سپرده شد.